# Gigia stenogaster
Gigia stenogaster là một loài bướm đêm trong họ Noctuidae.